# 北拉伊普尔
北拉伊普尔（Uttar Raypur），是印度西孟加拉邦South Twentyfour Parganas县的一个城镇。总人口20382（2001年）。

## 人口
该地2001年总人口20382人，其中男性10500人，女性9882人；0—6岁人口2366人，其中男1219人，女1147人；识字率70.36%，其中男性为75.58%，女性为64.80%。